# Roeboides oligistos
Roeboides oligistos és una espècie de peix de la família dels caràcids i de l'ordre dels caraciformes.
Poden assolir 7 cm de llargària total. Viu en zones de clima tropical a Sud-amèrica, a les conques dels rius Amazones,  Negro, Branco, Tapajós i Trombetas (Brasil).